# Connettivite
Le connettiviti, chiamate storicamente anche collagenosi, sono un gruppo di malattie a eziologia autoimmunitaria facenti parte della malattie del tessuto connettivo.
Possono essere suddivise in:
- connettiviti differenziate (circa il 60% del totale)
  - lupus eritematoso sistemico
  - sclerodermia
  - polimiosite
  - dermatomiosite
  - artrite reumatoide
  - poliarterite nodosa
  - sindrome di Sjögren
- connettivite indifferenziata
- connettivite mista